# Prang Sam Yot

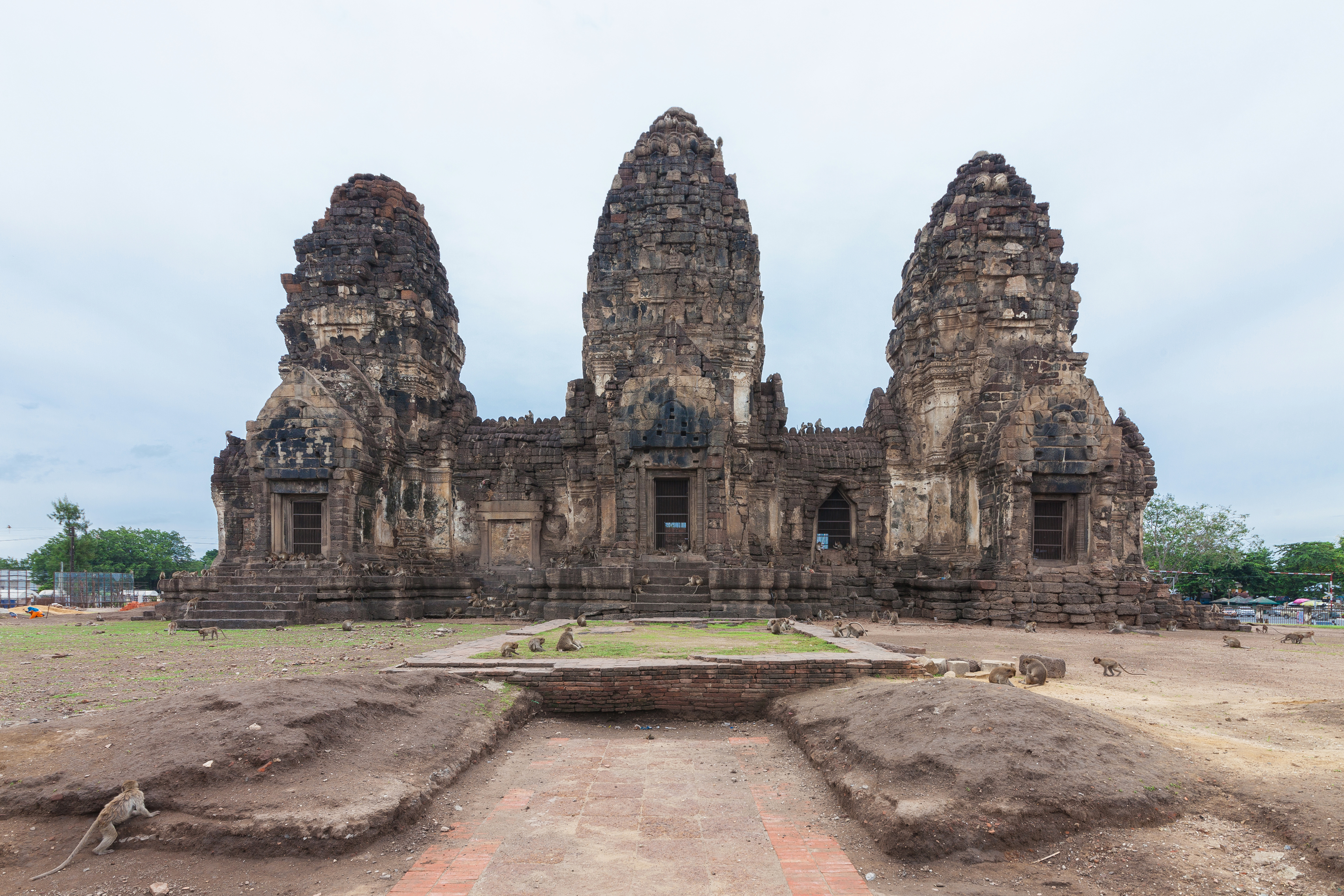
Prang Sam Yot

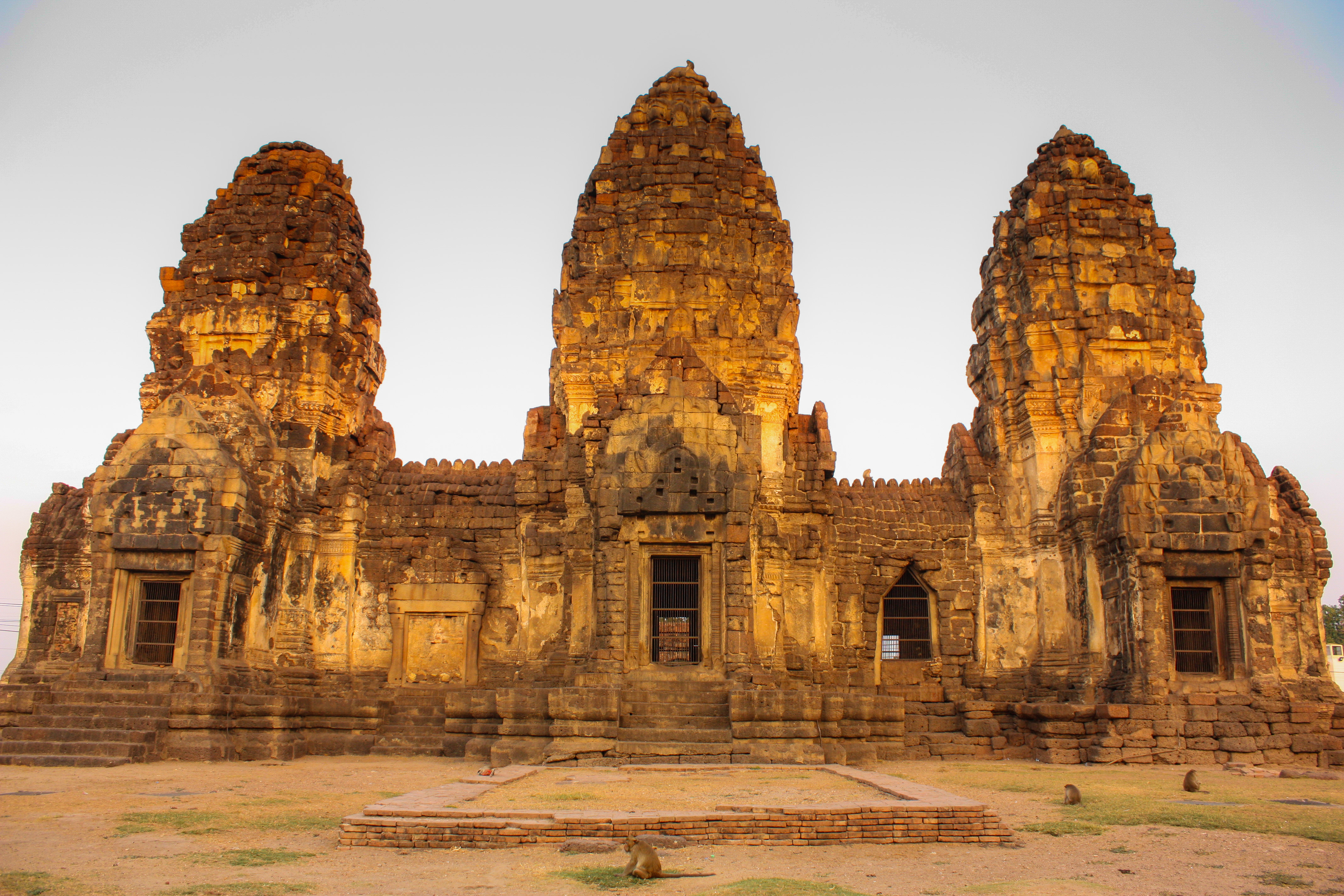
Prang Sam Yot

Phra Prang Sam Yot (Thai: พระปรางค์สามยอด, wörtl. „Drei Heilige Prangs“) sind drei Laterit-Prangs aus der Khmer-Zeit (11. Jahrhundert) in der Altstadt von Lop Buri, Provinz Lop Buri. Die Provinz Lop Buri liegt in der Zentralregion von Thailand.

## Lage
Phra Prang Sam Yot liegen auf einem kleinen Hügel im Zentrum der Altstadt von Lop Buri direkt an der Eisenbahnlinie Bangkok – Chiang Mai.
Ban Wichayen, die Residenz von Constantine Phaulkon, liegt nur 400 Meter westlich, Phra Narai Ratcha Niwet, der Palast von König Narai, nur 500 Meter südwestlich von hier.

## Geschichte
Das Heiligtum wurde wahrscheinlich im 13. Jahrhundert von König Jayavarman VII. gegründet, dem König der Khmer, der auch Angkor erbaut hat.
Die ursprüngliche Funktionalität ist noch nicht endgültig geklärt. Wie auch viele Tempel in Angkor könnte Prang Sam Yot ursprünglich ein Hindu-Tempel gewesen sein, wobei die drei Türme die Trias der Hindu-Götter Brahma, Vishnu und Shiva repräsentierten.
Aber da Jayavarman ein Mahayana-Buddhist gewesen ist, könnten die Symbole auch buddhistisch interpretiert werden: der zentrale Prang steht für den Buddha, der südliche symbolisiert den Bodhisattva Avalokiteshvara, den zukünftigen Buddha, während der nördliche Prang Prajnaparamita, die Mahayana Göttin der Weisheit repräsentiert. Im Laufe der Geschichte sind die Prang Sam Yot jedoch auch ein hinduistisches Heiligtum gewesen, denn in jedem der drei Türme befindet sich ein Shiva-Lingam.
Unter König Narai wurde der Schrein restauriert und in einen buddhistischen Tempel konvertiert. Der König baute einen Viharn aus Ziegeln an, der eine Buddha-Statue aus der Ayutthayazeit beherbergt.
Die drei Prangs aus Sandstein und Laterit sind untereinander durch überdachte Durchgänge verbunden. Der mittlere Prang ist etwa 21,5 m hoch, die beiden anderen sind etwas niedriger. An den Türmen und über den Eingängen sind Verzierungen aus Stuck zu sehen.
Im Jahr 1994 wurde das Heiligtum vom thailändischen Fine Arts Department restauriert.

## Heutige Nutzung
Heute sind die Prang Sam Yot eine der Haupt-Touristenattraktionen und das Wahrzeichen von Lop Buri. Allerdings nicht unbedingt wegen der Ruinen, sondern wegen der dort herumkletternden Affen. Das Gelände ist von einem Zaun umgeben, Touristen müssen ein Eintrittsgeld bezahlen, um eingelassen zu werden.